# Medicinski fakultet u Sarajevu
Medicinski fakultet u Sarajevu je visokoškolska ustanova,  članica Sveučilišta u Sarajevu. Fakultet je osnovan 1944. godine i najstarija je ustanova takvoga tipa u Bosni i Hercegovini.

## Povijest
Medicinski fakultet Sveučilišta u Sarajevu osnovan je ratne 1944. godine temeljem zakonske odredbe o osnivanju medicinskih fakulteta od 27. ožujka 1944.godine. S radom je započeo 22. studenog 1944. godine, nastupnim predavanjem prof. dr. Stanka Sielskog, tadašnjeg imenovanog dekana. U prvi semestar te akademske godine bilo je upisano 160 studenata a prostorije fakulteta su se nalazile u sarajevskoj četvrti Bistrik, u dvjema zgradama.
Godine 1945., nakon završetka rata, Fakultet je prestao s radom, a već 1946. uspostavljen je kontinuitet u radu ove visokoškolske institucije.
U prosincu 1947. Fakultet je s Bistria preseljen u prve nove prostorije. U krugu nekadašnje Opće državne bolnice Koševo izgrađeni su amfiteatri za internu medicinu, kirurgiju i infekcijske bolesti. Akademske 1949/50. godine Medicinski fakultet je već imao dvadeset katedri, a 1952. potpuno je završena izgradnja zgrade Fakulteta.
Godine 1960. na Fakultetu je osnovan i Stomatološki smjer, koji se 1974. osamostalio u Stomatološki fakultet.
U suradnji s Prirodno-matematičkim fakultetom u Sarajevu, 1974. godine osnovan je i Farmaceutski fakultet.

## Studij i odsjeci
Na fakultetu su ustanovljeni jedinstveni odsjeci Medicina i Medicina na engleskom jeziku.
Studij se odvija u dva ciklusa, 6+3 godine. 
Na Medicinskom fakultetu u Sarajevu danas djeluju 33 katedre i dva centra.

## Vanjske poveznice
- www.mf.unsa.ba Službene internetske stranice Medicinskog fakulteta u Sarajevu